# Һ
Cette page contient des caractères spéciaux ou non latins. S’ils s’affichent mal (▯, ?, etc.), consultez la page d’aide Unicode.
Chha (capitale Һ, minuscule һ) est une lettre de l’alphabet cyrillique utilisée par certaines langues non slaves. Sa forme est inspirée de la lettre latine ‹ h ›.

## Utilisation
La lettre Һ est utilisé par les langues suivantes :
- l’azéri (avant que celui-ci ne s’écrive avec l’alphabet latin, 28e lettre),
- le bachkir (31e lettre),
- le bouriate (23e lettre),
- le dolgane,
- le iakoute (25e lettre),
- le juhuri,
- le kalmouk (6e lettre),
- le kazakh (31e lettre),
- le same de Kildin (11e lettre),
- le tatar (29e lettre).

Dans toutes ces langues, elle représente la consonne fricative glottale sourde /h/.

## Représentations informatiques
Le chha peut être représenté avec les caractères Unicode suivants :
| formes    | représentations | chaînes de caractères | points de code | descriptions                   |
| --------- | --------------- | --------------------- | -------------- | ------------------------------ |
| capitale  | Һ               | Һ                     | U+04BA         | lettre majuscule cyrillique hé |
| minuscule | һ               | һ                     | U+04BB         | lettre minuscule cyrillique hé |

## Sources
- [Gulia et Matchavariani 1892] (ru) Д. И. Гулиа et К. Д. Мачавариани, Абхазская азбука, Тифлис,‎ 1892 (présentation en ligne, lire en ligne)